# 外國墳山
外国坟山是中華人民共和國建國前人們對上海市境內的外國人公墓的統稱。這些墓地後來都改造成了公園。

## 山东路外国坟山
山东路外国坟山位于今山东中路九江路与汉口路之间。1844年，外侨在上海组织一家公墓公司集资购进汉口路四川路一块土地，後來林特赛洋行將位於山东路的一块14亩土地与其交换，公墓地點於是搬到了山東路，當時山东路外国坟山的英文名叫做Shangtung Road Cemetery。由於这里安葬的宁波籍海员較多，該墓地又被人们叫作宁波坟山。1952年，坟地被剷平，改建为山东路体育场，1976年又改建为黄浦体育馆。

## 八仙桥外国坟山
八仙桥外国坟山位於現今淮海中路嵩山路。1863年，上海公共租界工部局购进了位于上海公共租界西界外的一块约40亩土地建立公墓，工部局還在公共租界西南角的八仙桥筑了一条通往墓地的小道，名字叫做Cemetery Road，中文名就叫坟山路，它大致相当于現今的龙门路和淮海中路的东段。
1855年初，法国军队镇压盘踞在上海县縣城的小刀会，交戰時法军阵亡13人，上海法租界當局就在新北门的北侧建了一个纪念墓，該墓被叫做法兵墓。1900年，八仙桥外国坟山被划入上海法租界，法兵墓迁入八仙桥外国坟山。中華人民共和國建國後，这块坟地改建为淮海公园。

## 浦东外国坟山
浦东外国坟山又称陆家嘴外国坟山、海员公墓，位于浦东新區陆家嘴，由基督教海员布道会建于1860年（一說1867年）。1957年，上海将陸家嘴外国坟山改造成浦东公园，占地面积约142亩，而浦东公园內仍保留一块地作为墓地，上海市民政局将市内其他地方的外国坟山內的侨民尸骨遷葬到浦东公园境內。现改为滨江大道。

## 静安寺外国坟山
静安寺外国坟山位于現今南京西路南、华山路东、延安中路北。英租界工部局大约在清朝光绪六年（1880年）前后在租界外购得一塊土地建造坟山，英国及其他外国人之遗体埋葬於此。中華人民共和國成立后改建为静安公园。